# Semaeopus luciae
Semaeopus luciae là một loài bướm đêm trong họ Geometridae.